# Przysłópek
Przysłópek (743 m) – szczyt na południowym grzbiecie Smrekowicy w Paśmie Łamanej Skały w Beskidzie Małym. Taką nazwę i wysokość podaje państwowy rejestr nazw geograficznych i bazujące na nim mapy Geoportalu. Na mapie Compassu ma nazwę Pośredni Groń i wysokość 734 m, również Aleksy Siemionow w „Ziemi Wadowickiej” i przewodnik turystyczny „Beskid Mały” podają nazwę Pośredni Groń.
W istocie nie jest to szczyt, lecz załamanie grzbietu (z łagodnie opadającego przechodzi w tym miejscu w bardziej stromy). Znajduje się na grzbiecie oddzielającym dolinę potoku Dusica (po wschodniej stronie) od doliny bezimiennego potoku (obydwa są dopływami Kocońki). W dolinie potoku Dusica, powyżej miejsca opisanego jako Przysłópek znajduje się Jaskinia Komonieckiego.
Przysłópek porasta las bukowy. Znajduje się w granicach wsi Las w województwie śląskim, w powiecie żywieckim, w gminie Ślemień.